# جونا بوبو
جونا بوبو (انگلیسی: Jonah Bobo؛ زادهٔ ۲۴ ژانویهٔ ۱۹۹۷) یک هنرپیشه اهل ایالات متحده آمریکا است. وی بین سال‌های ۲۰۰۴–۲۰۱۲ میلادی تاکنون مشغول فعالیت بوده‌است.
از فیلم‌ها یا برنامه‌های تلویزیونی که وی در آن نقش داشته‌است می‌توان به زاتورا: یک ماجرای فضایی، غریبه‌ها با آبنبات و دیسکانکت اشاره کرد.

## زندگی و حرفه
او در خانه یهودیان ارتدکس بزرگ شده‌است. مادربزرگش بازرگان بود.
اولین فیلم او در فیلم مستقل ۲۰۰۴، بهترین دزد در جهان بود. او در سال ۲۰۰۴ در نقش "The Around the Bend" بازی کرد. بعداً او در Zathura که یک فیلم تخیلی است بازی کرد.
نقش بعدی بوبو در فیلم مستقل دیگر، غریبه با آب نبات بود. او همچنین در قسمت ۵ از Royal Pains حضور داشت. در سال ۲۰۱۱ او در فیلم Crazy, Stupid, Love ظاهر شد. به عنوان رابی، پسر طلاق والدین وال (استیو کارل) و امیلی وویر (جولیان مور).
بوبو گیتار می‌زند و خواننده ارکستر گروه "the bonnie situation" است.

## گزیده فیلمشناسی
از فیلم‌ها یا برنامه‌های تلویزیونی که وی در آن نقش داشته‌است می‌توان به آثار زیر اشاره کرد.
- زاتورا: یک ماجرای فضایی (۲۰۰۵)
- روباه و سگ شکاری ۲ (۲۰۰۶)
- دیوانه‌وار، احمقانه، عشق (۲۰۱۱)
- دیسکانکت (فیلم) (۲۰۱۲)